# Lanfranco Margotti
Lanfranco Margotti (Colorno, setembro de 1559 - Roma, 28 de fevereiro de 1611) foi um cardeal do século XVII.

## Biografia
Nasceu em Colorno em Provavelmente em setembro de 1559, Colorno, Parma. Filho de Astolfo Margotti. Teve pelo menos três irmãos: Ottavio, Giulio e Giovanni Francesco. De uma família pobre e obscura. Seu sobrenome também está listado como Margozio.
Fui para Roma ainda jovem; foi introduzido na família do cardeal Cinzio Aldobrandini e foi seu assistente de câmara e posteriormente seu secretário. Chamberlain e mais tarde secretário do Papa Clemente VIII. Apostólico protonotário..
Ordenado (nenhuma informação adicional encontrada)..
Criado cardeal sacerdote no consistório de 24 de novembro de 1608; recebeu o chapéu vermelho em 29 de novembro de 1608; e o título de S. Calisto em 10 de dezembro de 1608. Legado em Avinhão (?), 1608.
Eleito bispo de Viterbo, 26 de janeiro de 1609. Consagrado, 15 de fevereiro de 1609, Capela Sistina, Vaticano, pelo Papa Paulo V, assistido pelo Cardeal Domenico Pinelli, bispo de Ostia e Velletri, decano do Sagrado Colégio dos Cardeais, pelos Cardeais Fabrizio Verallo e Michelangelo Tonti. Os cardeais diáconos auxiliares foram Andrea Baroni Peretti Montalto e Luigi Capponi. Governou a diocese através de um vigário. Optou pelo título de S. Pietro in Vincoli, 11 de janeiro de 1610..
Morreu em Roma em 28 de fevereiro de 1611, após uma breve doença causada por uma ferida no braço. Enterrado em seu título, S. Pietro in Vincoli.